# Norra Stormyrtjärnen
Norra Stormyrtjärnen är en sjö i Ljusdals kommun i Hälsingland och ingår i Ljusnans huvudavrinningsområde.